# Pontecurone
Pontecurone – miejscowość i gmina we Włoszech, w regionie Piemont, w prowincji Alessandria.
Według danych na styczeń 2010 gminę zamieszkiwało 3905 osób przy gęstości zaludnienia 131 os./1 km².